# Acrolophus fumida
Acrolophus fumida är en fjärilsart som beskrevs av Walsingham 1915. Acrolophus fumida ingår i släktet Acrolophus och familjen Acrolophidae. Inga underarter finns listade i Catalogue of Life.